# Richard Adamík
Richard Adamík (* 4. April 1867 in Mährisch Weißkirchen, Mähren; † 15. August 1952) war ein tschechischer Neurologe und Moralidealist.
In seinem Beruf versuchte er die Medizin allgemeinverständlich darzustellen. Als Vertreter von Ralph Waldo Emerson verbreitete er den edelmütigen moralischen Idealismus. Er publizierte vor allem psychologische und philosophische Schriften, Artikel und Sammlungen.

## Werke
- Hygiena duševní práce (Hygiene psychischer Arbeit, 1904)
- Moderní názor životní (Moderne Lebensansichten, 1909)
- Síla vůle a životní energie (Kraft, Wille und Lebenskraft, 1913)
- Zdravé a churavé nervy (Gesunde und kranke Nerven, 1915)
- Krise a bolesti dnešního manželství (Krise und Schmerzen heutiger Ehe, 1920)
- Morálka a manželství (Moral und Ehe, 1923)
- Otázky života (Fragen des Lebens, 1923)
- Vůdčí reformační ideje Masarykovy (Führende Reformideen des Masaryk, 1927)